# 미즈노 다다마사
미즈노 다다마사(일본어: 水野 忠政 미즈노 타다마사[*], 1493년 ~ 1543년 8월 22일)는 센고쿠 시대의 무장이다. 에도 막부 초대 쇼군 도쿠가와 이에야스의 외조부이다. 우위문대부 겸 시모쓰케국의 고쿠시 "시모쓰케노카미" 자리를 자칭했다.
원래 오와리국 오가와 성(緒川城, 지금의 아이치현 지타군 히가시우라정)을 근거로 지타반도 일대를 지배하고 있었다. 1533년에 미카와국 가리야에 가리야 성을 새로 지으면서, 오다 노부히데의 니시미카와 지방 침공에 협력했다. 또한 오카자키성을 지배하고 있던 마쓰다이라 히로타다, 가타하라 성(形原城)을 지배하고 있던 (가타노하라)마쓰다이라 이에히로와 사돈 관계를 맺기도 했다.